# Хуго Минстерберг
Хуго Мистерберг (Данциг, данас Гдањск, Пољска, 1. јун 1863 – Кембриџ, САД, 16. децембар 1916) био је немачко-амерички психолог и филмски теоретичар јеврејског порекла.

## Биографија
Студирао је код психолога Вилхелма Вунта. Своју академску каријеру започео је на Универзитета у Фрајбургу као доктор наука, предавач, где је покренуо и психолошку лабораторију. Затим је почео да објављује истраживачке радове на различите теме које су се тицале процеса учења, перцепције, памћења и пажње. Унапређен је у звање доцента 1891. године и учествовао је на првом међународном конгресу психологије исте године. Тамо је упознао познатог америчког психолога Вилијама Џејмса који га је позвао на Универзитет Харвард да буде шеф катедре психологије наредне три године. Хуго Мунстерберг је прихватио тај позив и радио је са постдипломцима. На Харварду је био професор све до смрти.
Бавио се форензичком психологијом, психологијом економије и психологијом естетике. Сматра се да је он зачетник индустријске, односно, организационе психологије.
У филозофији сједињује Фихтеов етички идеализам и научну психологију.
За филм се заинтересовао пред крај живота и поред тога што је сарађивао са The Paramount Pictography, написао је само једно филмско теоријско дело: Фотодрама: психолошка студија (The Photoplay: A Psychological Study, 1916).
Због пацифистичких иступања и настојања да се избегне рат између САД и Немачке пао је у немилост јавности и будући да је био изложен сталним нападима, умро је од срчаног удара за катедром. Његов је рад пао у заборав све до 1970. године када је поново откривен.

## Теорија филма
- Будући да је Хуго Мистерберг био следбеник формативне теорије, под утицајем Гешталт психологије, запазио је подударности између изражајних механизама филма и менталних операција људске свести.

- Сматрао је да се естетичка и психолошка страна филма додирују, па медијум треба проучавати на нивоу обе равни.

- Психолошки гледано, филмска слика је пљосната али ствара илузију тродимензионалности. У њој се покрет јавља тамо где га нема услед деловања пхи-феномена: и дубина и покрет су резултати менталног процеса, мешавина чињеница и симбола.

- Законе спољашњег света замењују потребе нашег ума:
  - селектујемо из хаоса утисака,
  - циљ гледања управља нашом пажњом,
  - стварност напушта свој физички континуитет и подвргава се континуитету и дисконтинуитету свести,
  - прошлост и будућност се мешају,
  - објективно постаје субјективно и обратно, па слика света постаје израз емоција.

- Ментална средства филма стога чине: дубина, покрет, пажња, сећање, имагинација и емоција.

- Са естетског гледишта, уметност приказује ствари истргнуте из свога природног контекста и савршено су потпуне у себи, за разлику од науке која открива повезаност феномена света и њихову функцију у узрочно-последичним низовима.[3][4]

Према томе, филм говори о човеку тако што превладава облике спољашњег света (простор, време, узрочност) и прилагођава збивања формама унутрашњег света (пажњи, сећању, имагинацији и емоцији). Он у покретним сликама обрађује значајне конфликте људских акција тиме што их, ослобађајући их физичких форми, прилагођава слободној игри менталних искустава и тако их потпуно изолује од практичног света савршеним јединством заплета и сликовног приказа. 
Иначе, филм може да задовољи многобројне потребе савременог човека — од интелектуалних (информација, образовање) до афективних (забава, естетско уживање).
Уочљиво је да филм може да симулира, нпр. позориште, иако замена не достиже оригинал, али може и понешто што позорница не може: стварност је стварнија, иако нема живих бића, физичка средина се стално мења, кретање се може успорити или убрзати, а предмети и бића се стално преображавају: снови добијају реалан облик и по томе се овај медијум разликује од позоришта.

## Главна дела
1. Порекло морала (Ursprung der Sittlichkeit, 1889),
2. Основна психологија (Grundzüge der Psychologie, 1900),
3. Филозофија вредности (Philosophie der Werte, 1908),
4. Вечни живот (Eternal Life, 1906),
5. Психологија и индустријска делотворност (Psychology and Industrial Efficiency, 1913),
6. Психологија и живот (Psychology and Life),
7. Психологија и духовно здравље друштва (Psychology and Social Sanity),
8. Психологија општа и примењена (Psychology, General and Applied).